# Imenje, Moravče
Imenje je naselje v Občini Moravče.